# باشگاه فوتبال چزنا
باشگاه فوتبال ای سی چزنا (به ایتالیایی: A.C. Cesena) باشگاه فوتبال ایتالیایی است که در شهر چزنا قرار دارد.
این باشگاه در سال ۱۹۴۰ تأسیس شده‌است و هم‌اکنون در سری بی ایتالیا بازی می‌کند.